# False Prophet
«False Prophet» es un sencillo del músico estadounidense Bob Dylan, la segunda pista de su 39.º álbum de estudio, Rough and Rowdy Ways (2020). Fue lanzado como tercer y último sencillo del álbum el 8 de mayo de 2020 a través de Columbia Records. La música está basada en el sencillo "If Lovin 'Is Believin'" de Billy "The Kid" Emerson, publicado por Sun Records en 1954.